# 小仲正克
小仲 正克（こなか まさよし、1967年9月28日 - ）は、日本の実業家。株式会社日本香堂ホールディングス代表取締役社長、株式会社日本香堂取締役会議長。

## 人物・経歴
1967年9月28日、東京都生まれ。1990年3月、立教大学経済学部経営学科（現・経営学部）卒業。同年4月、三菱銀行入行。
1995年10月、東京三菱銀行（本店営業推進部）を退行し、株式会社日本香堂に入社。以後、研究室、R＆D事業部などで務める。
1998年6月、同社取締役新事業開発本部長、1999年4月、常務取締役を歴任。2000年6月、同社代表取締役社長に就任。
2011年4月、株式会社日本香堂ホールディングス設立、同社専務取締役に就任。2015年4月、同社代表取締役社長に就任。